# سرنجة مكسيكية
سَرَنجة مكسيكية هي شجيرة تنتمي إلى جنس سرنجة، موطنها المكسيك وغُواتيمالة . وهي شجيرة منتشرة دائمة الخضرة ذات براعم متدلية وخشنة وبيضاوية، وأحيانًا أوراق مسننة جزئيًا يصل ارتفاعها إلى 11 سنتيمتر (4.3 بوصة). الزهور مفردة على شكل كوب برائحة الورد لونها أبيض، يصل قياسها إلى 4 سنتيمتر (1.6 بوصة) عرضًا.